# Martin Nathell
Martin Nathell (Ängelholm, 18 de enero de 1995) es un deportista sueco que compite piragüismo en la modalidad de aguas tranquilas.
Ganó dos medallas en el Campeonato Mundial de Piragüismo, en los años 2021 y 2024, y una medalla de plata en el Campeonato Europeo de Piragüismo de 2025.
Participó en los Juegos Olímpicos de París 2024, ocupando el séptimo lugar en la prueba de K1 1000 m.

## Palmarés internacional
| Campeonato Mundial | Campeonato Mundial       | Campeonato Mundial | Campeonato Mundial |
| Año                | Lugar                    | Medalla            | Competición        |
| ------------------ | ------------------------ | ------------------ | ------------------ |
| 2021               | Copenhague (Dinamarca)   | Medalla de oro     | K2 1000 m          |
| 2024               | Samarcanda (Uzbekistán)  | Medalla de plata   | K2 1000 m          |
| Campeonato Europeo |                          |                    |                    |
| Año                | Lugar                    | Medalla            | Competición        |
| 2025               | Račice (República Checa) | Medalla de plata   | K1 1000 m          |